# فانکام
فانکام (انگلیسی: Funcom) شرکت بازی‌های ویدئویی نروژی است، که در سال ۱۹۹۳ تأسیس شد.